# Neuttro
Neuttro es una banda de rock alternativo provenientes de Ponce, Puerto Rico. Formado originalmente en el 2002 por Gabriel del Campos, Eric Ortiz, Norberto Roche y Félix Ortiz. Su música se extendió rápidamente por toda la isla y comenzaron a tocar en varios "clubes" como Hard Rock Café, Señor Frogs, hasta llegar a más audiencia como en fiestas patronales, Eventos Deportes Extremos, Justas en tarimas auspiciadas y en el 2004 en la Convención Internacional de Tatuajes Anual celebrado en Isla Verde.
En 2005, lanzaron su álbum debut en un sello independiente One Star Records llamado "El Mundo Detiene" Se colocaron en los primeros 40 canciones en Alfa Rock Radio con el tema "Veneno", en adición la banda fue seleccionada como una de las diez mejores bandas puertorriqueñas en el 2006 por "La X" 107.3 FM. Eric Ortiz abandona la banda en 2008 debido a problemas de salud y a su vez enfocarse en su proyecto solista (Cirex). Neuttro fue parte del compilado "Puerto Rock", álbum donde reúne varias bandas de rock provenientes de Puerto Rico.
2007 comenzaron a grabar "Hope for a Stranger", álbum que finalmente fue lanzado en el 2009 en via iTunes y copias físicas. Esta vez con otro nuevo sello discográfico Soundistorted Music Co.
Neuttro fue parte de la música sonora del filme"Contraseña" 
El rol de bajista fue remplazado finalmente por Marving Flores y en forma de promover el nuevo material en vivo en el escenario añadieron a Francis Ocasio en una segunda guitarra. Neuttro re-fabricó el tema "Tantos Deseos de Ella" , tema popularizado por Danny Rivera en los años 70. Vídeo promocional fue lanzado para dicho tema. La banda fue nominada en 2010 para el mejor álbum de rock para Hope for Stranger en los Premios Paoli.

## Discografía
- El Mundo Se Detiene - 2005
- Hope for a Stranger - 2009

## Integrantes
Erik Gabriel del Campo - vocales 

Norberto Roche - batería 

Felix Ortiz - guitarra 

Marving Flores - bajista 

Francis Ocasio - guitarra 

## Exintegrante
Eric Ortiz - bajista (2002-2008)

Hansel Rodríguez - bajista (2008)

## Sitio Web
www.neuttro.co